# 署古井
署古井，位于中国云南省丽江市古城区大研街道七一社区八一上段，建于清。
2023年8月22日，署古井公布为第四批古城区文物保护单位。